# Tomasz Dobiosz
Tomasz Dobiosz, pseudonimy: Blank, Plama (ur. 3 grudnia 1892 na Zgodzie, zm. 19 lutego 1975 w Świętochłowicach) – działacz komunistyczny.
W 1907 podjął pracę w kopalni „Deutschland”, a później w kopalni „Wirek”. Był członkiem Socjaldemokratycznej Partii Niemiec (SPD). W czasie I wojny światowej służył w niemieckim wojsku. Do Polski wrócił w 1918 i rozpoczął pracę w kopalni Pokój. W 1919 wstąpił do Komunistycznej Partii Górnego Śląska, natomiast w 1922 do Komunistycznej Partii Polski.
Podczas II wojny światowej był współorganizatorem konspiracyjnej organizacji Rewolucyjny Ruch Oporu. W 1945 uczestniczył w przygotowaniach do przejęcia władzy i zabezpieczeniu świętochłowickich zakładów pracy. W chwili wyzwolenia stanął na czele tzw. „Komitetu Pięciu”, pierwszej władzy ludowej w Świętochłowicach. Do lipca 1945 był pierwszym tymczasowym naczelnikiem gminy Świętochłowice. Był po wojnie członkiem Polskiej Partii Robotniczej, później PZPR.
Został odznaczony Orderem Sztandaru Pracy I klasy oraz Krzyżem Oficerskim Orderu Odrodzenia Polski.